# け
け en hiragana ou ケ en katakana sont deux kanas, caractères japonais, qui représentent la même more. Ils sont prononcés /ke/ et occupent la 9e place de leur syllabaire respectif, entre く et こ.

## Origine
L'hiragana け et le katakana ケ proviennent, via les man'yōgana, des kanjis 計 et 介, respectivement.

## Diacritiques
け et ケ peuvent être diacrités pour former げ et ゲ et représenter le son /ge/.

## Romanisation
Selon les systèmes de romanisation Hepburn, Kunrei et Nihon, け et ケ se romanisent en « ke » et げ et ゲ en « ge ».

## Tracé
L'hiragana け s'écrit en trois traits.

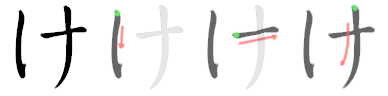
Ordre des traits pour け

1. Trait vertical se terminant par un crochet à droite.
2. Trait horizontal à la droite du premier.
3. Trait vertical coupant le second et légèrement incurvé à gauche sur le bas.

Le katakana ケ s'écrit en trois traits.

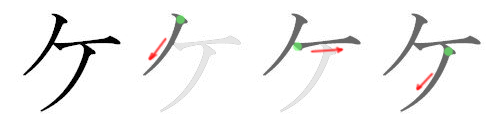
Ordre des traits pour ケ

1. Trait diagonal, de droite à gauche.
2. Trait horizontal, de gauche à droite, tangeant au premier à peu près vers son milieu.
3. Trait diagonal, de droite à gauche, touchant le deuxième en son milieu.

## Représentation informatique
- Unicode[1],[2] :
  - け : U+3051
  - ケ : U+30B1
  - げ : U+3052
  - ゲ : U+30B2